# Sally Hawkins
Sally Cecilia Hawkins (Dulwich, Londres, 27 d'abril de 1976) és una actriu anglesa. Per la seva pel·lícula de 2008 Happy-Go-Lucky va guanyar diversos premis inclòs el Globus d'Or a la millor actriu musical o còmica. A la pel·lícula Blue Jasmine (2013) hi és la coprotagonista conjuntament amb Cate Blanchett.

## Biografia
És filla dels autors i il·lustradors de contes Jacqui i Colin Hawkins, Sally Hawkins va néixer a Dulwich, i es va criar a Blackheath, al sud-est de Londres. Va anar a la James Allen's Girls' School de Dulwich. Es va graduar en l'acadèmia d'art dramètic Royal Academy of Dramatic Art el 1998.
Fa diverses obres de Shakespeare (Romeu i Julieta, Molt soroll per no res, A Midsummer Night's Dream), a continuació a The Way of the World (2003), de William Congreve, Country Music, de Simon Stephens (2004), així com la producció del Royal National Theatre de La casa de Bernarda Alba (2005), de Federico García Lorca, adaptada per David Hare i en la qual interpreta Adela. Mike Leigh la protegeix en els seus inicis al cinema : la dirigeix al drama All or Nothing l'any 2002, al costat de Timothy Spall, a continuació l'any 2004 en un paper secundari del drama Vera Drake. Dona igualment la rèplica a Daniel Craig i Tom Hardy l'any 2004 al thriller Layer Cake realitzat per Matthew Vaughn.
Concretant la seva passió per la comèdia i l'escriptura (és igualment una apassionada de literatura), apareix, de 2003 a 2005, en 3 episodis de la sèrie humorística Little Britain, produïda per la BBC, i participa en l'escriptura de la sèrie Concrete Cow per a BBC Ràdio 4 l'any 2002 i 2003.
Sobretot per la televisió es va construir una sòlida popularitat a Anglaterra. Hi enllaça els telefilms i, l'any 2002, té el segon paper de Zena Blake a Tipping the Velvet, una mini-sèrie de la BBC que adapta la novel·la sulfurosa de Sarah Waters. L'any 2005, ės saludada, així com la seva companya, l'actriu Elaine Cassidy (Maud Lilly), per la sevs interpretació de Sue Trinder en l'adaptació (sempre per la BBC) d'una altra novel·la de Sarah Waters, Fingersmith, nominada al BAFTA l'any 2006. Hi encarna una jove pickpocket òrfena, que viu amb la seva família adoptiva de petits robatoris i furts de tots els gèneres en els baixos fons del Londres del segle XIX; la vigilia de la seva majoria d'edat, Sue Trinder rep una proposta d'un cert Richard Rivers, d'atracar una altra jove (però rica) òrfena, Maud Lilly, que viu en un caseta de la campinya anglesa amb el seu oncle col·leccionista de llibres. Retroba per a aquest telefilm Imelda Staunton, que ja era al seu costat a Vera Drake de Mike Leigh.
Després d'un pas en escena a The Winterling, una nova creació de Simon Stephens, produïda en l'escena del Royal Curt Theatre, Sally Watkins és saludada per la crítica per a la seva actuació al telefilm Persuasion, segons la novel·la homònima de Jane Austen on encarna el paper principal d'Anne Elliot, jove aristòcrata de 27 anys que, sent convençuda per la seva família de trencar l'any 1806 el seu prometatge a l'edat de 19 anys amb un jove tinent de la Royal Navy, Frederic Wentworth, plebeu sense fortuna, el veu reaparèixer a la seva vida al final de la guerra, havent guanyat fortuna i galons. La seva interpretació d'Anne, que és una heroïna particular a la bibliografia d'Austin, li val la Nymphe d'Or a la millor actriu al Festival de televisió de Monte-Carlo.
Després haver actuat per a Woody Allen a Cassandra's Dream al costat d'Ewan McGregor i de Colin Farrell, accedeix finalment al reconeixement internacional gràcies a la seva tercera col·laboració amb Mike Leigh a la comèdia Happy: un conte sobre la felicitat. Hi encarna el paper de Poppy, professora boja i capritxosa, optimista en excés, i que afronta totes les situacions de manera sempre positiva, amb gran pesar del seu entorn. L'autenticitat i la frescor del seu treball li aporten nombroses recompenses : l'Os d'Argent a  la millor actriu al Festival de Berlín, el Globus d'Or a la millor actriu musical o còmica, el premi a la millor revelació femenina al Festival de Hollywood, així com els premis a la millor actriu de part dels crítics de Boston, San Francisco, Nova York i Los Angeles, entre d'altres. Contra tot pronòstic, no és nominada ni als Oscars ni als Baftas 2009.
S'estrena a Broadway l'any 2010 interpretant el paper de Vivie Warren a La Professió de Mrs Warren de George Bernard Shaw.
L'any 2013, Woody Allen la crida de nou per encarnar  Blue Jasmine, Ginger, la jove germana víctima de Jasmine, interpretada per Cate Blanchett. Aquest paper li suposa ser nominada a la vegada per al Globus d'Or a la millor actriu secundària i per al Oscar a la millor actriu secundària.

## Filmografia

### Cinema
| Any  | Pel·lícula                     | Paper                 | Notes |
| ---- | ------------------------------ | --------------------- | --- |
| 2002 | All or Nothing                 | Samantha              | |
| 2004 | Vera Drake                     | Susan                 | |
| 2004 | Layer Cake                     | Slasher               | |
| 2006 | El vel pintat                  | Mary                  | escenes esborrades |
| 2007 | WΔZ                            | Elly Carpenter        | |
| 2007 | Cassandra's Dream              | Kate                  | |
| 2008 | Happy-Go-Lucky                 | Poppy Cross           | Alliance of Women Film Journalists Award for Best Actress Alliance of Women Film Journalists Award for Best Breakthrough Performance Boston Society of Film Critics Award for Best Actress International Cinephile Society Award for Best Actress Evening Standard British Film Awards - Peter Sellers Award for Comedy Globus d'Or a la millor actriu musical o còmica Hollywood Film Festival Award for Breakthrough Actress of the Year Los Angeles Film Critics Association Award for Best Actress National Society of Film Critics Award for Best Actress New York Film Critics Circle Award for Best Actress New York Film Critics Online Award for Best Actress New York Film Critics Online Award for Breakthrough Performer Oklahoma Film Critics Circle Award for Best Actress San Francisco Film Critics Circle Award for Best Actress Satellite Award for Best Actress - Motion Picture Musical or Comedy Os de Plata a la millor interpretació femenina Village Voice Film Poll - Best Actress Nominació - Alliance of Women Film Journalists Award for Best Ensemble Cast Nominació - Premis British Independent Film 2008 a la millor actriu Nominació - Chicago Film Critics Association Award for Best Actress Nominació - Chlotrudis Award for Best Actress Nominació - Dallas-Fort Worth Film Critics Association Award for Best Actress Nominació - European Film Award for Best Actress Nominació - London Film Critics Circle Award for British Actress of the Year Nominació - Online Film Critics Society Award for Best Actress Nominació - Vancouver Film Critics Circle Award for Best Actress |
| 2009 | An Education                   | Sarah                 | Nominació - Screen Actors Guild Award for Outstanding Performance by a Cast in a Motion Picture |
| 2009 | Happy Ever Afters              | Maura                 | |
| 2009 | Desert Flower                  | Marylin               | |
| 2010 | Never Let Me Go                | Miss Lucy             | |
| 2010 | It's a Wonderful Afterlife     | Linda / Geetali       | |
| 2010 | Made in Dagenham               | Rita O'Grady          | Nominació - Premi British Independent Film a la millor actriu Nominació - Satellite Award for Best Actress – Motion Picture Musical or Comedy |
| 2011 | Submarine                      | Jill Tate             | Nominació - Premi British Independent Film a la millor actriu secundària |
| 2011 | Jane Eyre                      | Mrs. Reed             | |
| 2011 | Love Birds                     | Holly                 | |
| 2012 | Great Expectations             | Mrs. Joe              | |
| 2013 | All Is Bright                  | Olga                  | |
| 2013 | Blue Jasmine                   | Ginger                | Empire Award for Best Supporting Actress Nominated—Academy Award for Best Supporting Actress Nominated—AACTA International Award for Best Supporting Actress Nominated—Alliance of Women Film Journalists Award for Best Supporting Actress Nominated—BAFTA Award for Best Actress in a Supporting Role Nominated—Dallas–Fort Worth Film Critics Association Award for Best Supporting Actress Nominated—Detroit Film Critics Society for Best Ensemble Nominated—Georgia Film Critics Association Award for Best Supporting Actress Nominated—Golden Globe Award for Best Supporting Actress – Motion Picture Nominated—Independent Spirit Award for Best Supporting Actress Nominated—International Cinephile Society Award for Best Supporting Actress Nominated—London Film Critics Circle Award for Supporting Actress of the Year Nominated—London Film Critics Circle Award for British Actress of the Year Nominated—National Society of Film Critics Award for Best Supporting Actress (Runner-Up) Nominated—Online Film Critics Society Award for Best Supporting Actress Nominated—San Diego Film Critics Society Award for Best Supporting Actress Nominated—Satellite Award for Best Supporting Actress - Motion Picture |
| 2013 | The Double                     | Recepcionista al Ball | |
| 2013 | The Phone Call                 | Heather               | Curt |
| 2014 | Godzilla                       | Dr. Vivienne Graham   | |
| 2014 | X+Y                            | Julie                 | Nominated—British Independent Film Award for Best Supporting Actress |
| 2014 | Paddington                     | Sra. Mary Brown       | |
| 2016 | Maudie                         | Maud Lewis            | Canadian Screen Award for Best Performance by an Actress in a Leading Role San Diego Film Critics Society Award for Best Actress National Society of Film Critics Award for Best Actress London Film Critics' Circle Award for British Actress of the Year Nominated—Irish Film & Television Award for Best International Actor |
| 2017 | The Shape of Water             | Elisa Esposito        | Boston Society of Film Critics Award for Best Actress Dallas–Fort Worth Film Critics Association Award for Best Actress Dorian Award for Film Performance of the Year - Actress Houston Film Critics Society Award for Best Actress London Film Critics' Circle Award for British Actress of the Year Los Angeles Film Critics Association Award for Best Actress National Society of Film Critics Award for Best Actress Online Film Critics Society Award for Best Actress San Diego Film Critics Society Award for Best Actress (Runner-up) Satellite Award for Best Actress – Motion Picture (tied with Diane Kruger) St. Louis Gateway Film Critics Association Award for Best Actress (Runner-up) Nominada a Academy Award for Best Actress Nominada a BAFTA Award for Best Actress in a Leading Role Nominada a AACTA International Award for Best Actress Nominada a Austin Film Critics Association Award for Best Actress Nominada a Chicago Film Critics Association Award for Best Actress Nominada a Critics' Choice Movie Award for Best Actress Nominada a Detroit Film Critics Society Award for Best Actress Nominada a Evening Standard British Film Award for Best Actress Nominada a Florida Film Critics Circle Award for Best Actress Nominada a Golden Globe Award for Best Actress in a Motion Picture – Drama Nominada a Premi del Cercle de Crítics de Londres a Actriu Britànica de l'Any Nominada a San Francisco Film Critics Circle Award for Best Actress Nominada a Premi Saturn a Millor Actriu Nominada a Screen Actors Guild Award for Outstanding Performance by a Female Actor in a Leading Role Nominada a Toronto Film Critics Association Award for Best Actress Nominada a Vancouver Film Critics Circle Award for Best Actress Nominada a Washington D.C. Area Film Critics Association Award for Best Actress |
| 2017 | Paddington 2                   | Sra. Mary Brown       | Premi del Cercle de Crítics de Londres a Actriu Britànica de l'Any |
| 2019 | Godzilla: King of the Monsters | Dr. Vivienne Graham   | |

### Televisió
| Títol                         | Any       | Personatge                          |
| ----------------------------- | --------- | ----------------------------------- |
| Tipping the Velvet            | 2002      | Zena Blake                          |
| Little Britain                | 2003–2005 | Xicota de Kenny Craig               |
| Fingersmith                   | 2005      | Susan Trinder                       |
| 20,000 Streets Under the Sky  | 2005      | Ella                                |
| H G Wells: War with the World | 2006      | Rebecca West                        |
| Man to Man with Dean Learner  | 2006      | Diversos - només escenes esborrades |
| Persuasion                    | 2007      | Anne Elliot                         |
| Room on the Broom             | 2012      | Ocell (veu)                         |
| Wonka                         | 2023      |                                     |

## Ràdio
- Concrete Cow (2002)
- Think the Unthinkable (2004)
- The Cenci Family (2004)
- War with the Newts (2005)
- The Party Line (2005)
- Ed Reardon's Week (2005)
- Afternoon Romancers (2005)
- Cut to the Heart (2007)